# Tokarew TT-33
Die Tokarew TT-33 (russisch Пистолет ТТ-33: Тульский, Токарева образца 1933 года, Tulskij, Tokarewa obrasza 1933 goda, auf Deutsch: Tulaer Pistole von Tokarew Modell 1933) ist eine sowjetische Selbstladepistole im Kaliber 7,62 × 25 mm.
Den in der Waffenfabrik Tula von Fjodor Tokarew entwickelten Rückstoßlader machte die Rote Armee in den 1930er-Jahren zur Ordonnanzwaffe. Die TT-33 war Nachfolger des Nagant-Revolvers und wurde Anfang der 1950er-Jahre durch die 9-mm-Pistole Makarow ersetzt.

## Entwicklung
Bis in die 1920er-Jahre verfügte Russland und später die Sowjetunion nicht über Selbstladepistolen aus eigener Herstellung. Die Standardfaustfeuerwaffe sowohl der zaristischen als auch der Roten Armee war der Revolver Nagant M1895, dazu kamen verschiedene importierte Selbstladepistolen, unter denen besonders die Mauser C96 zu nennen ist. Der Nagant wurde bereits damals als veraltet betrachtet und sollte durch eine im eigenen Land entwickelte Selbstladepistole abgelöst werden. So wurde zu Beginn der 1920er-Jahre ein Wettbewerb ausgerufen, an dem sich nahezu alle namhaften sowjetischen Waffenkonstrukteure beteiligten. S. A. Prilutzki stellte 1924 ein erstes Versuchsmodell vor, gefolgt von S.A. Korowin 1927 (M1927), beide im Kaliber 7,65 × 17 mm HR. Die Prilutzki-Pistole wurde weiter verbessert, 1928 zu Tests eingereicht und als M1928 bezeichnet. Bei dem Vergleichsschießen 1928 schnitten sowohl Prilutzkis als auch Korowins Waffe besser als die als Vergleichswaffe hinzugezogene Walther-Pistole ab. Die M1928 wurde zwar zum Sieger erklärt, und der Konstrukteur mit weiteren Verbesserungen beauftragt, doch die zunächst angedachte Serie von 500 Stück für einen Truppenversuch wurde nicht gefertigt. In der Zwischenzeit war die Diskussion um das Kaliber neu entbrannt und nunmehr sollte die wesentlich stärkere Mauser-Flaschenhalspatrone 7,63 × 25 mm, jedoch auf das Kaliber 7,62 × 25 mm umgestellt, als neue Ordonnanzpatrone eingeführt werden. Da eigene Waffen- und Munitionsentwicklungen in der Sowjetunion ebenso wie im früheren Zarenreich auf zölligen Maßen beruhten, wurde das neue Kaliber auf die gängigen Maschinen angepasst. Die alte Einheit Linie in der Feinmechanik entspricht 1/10 Zoll, somit ergeben drei Linien 7,62 mm.
Daher wurde der Wettbewerb um die neue Ordonnanzpistole der Roten Armee erneut eröffnet, Prilutzki und Korowin reichten ihre Waffen im neuen Kaliber ein, verloren jedoch beim Vergleichsschießen in Tula am 25. Juni 1930 gegen Tokarews Modell, das bereits die neue 7,62-mm-Munition verwendete. An dem Vergleichsschießen nahmen wiederum ausländische Pistolenmodelle teil, so verschiedene Mauser-, Browning- und Walthermodelle sowie die Pistole 08.
Im Januar 1931 wurde die M1930 zur Übernahme in die Bewaffnung empfohlen und eine Nullserie von 1000 Stück bestellt.

## Technik

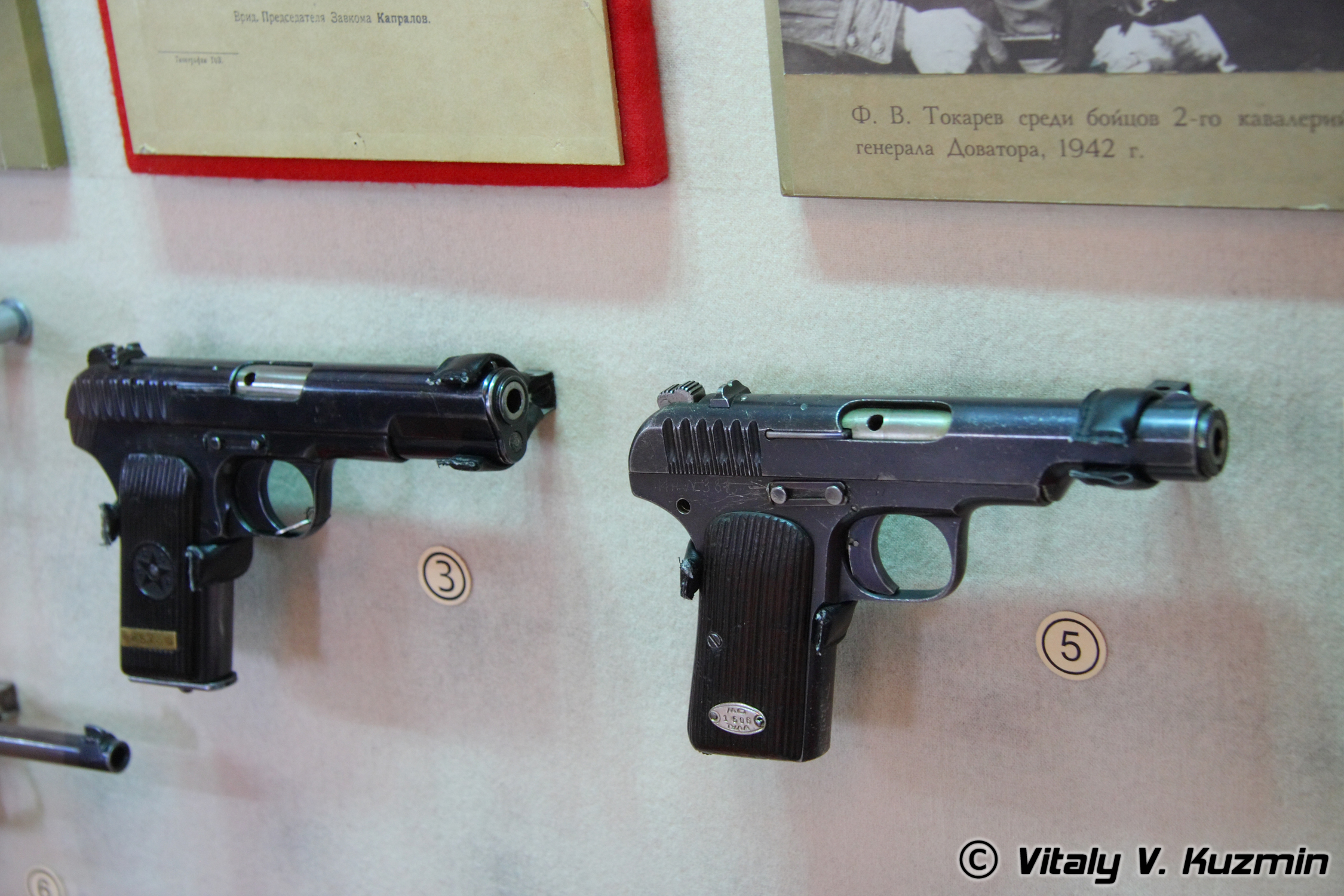
TT-33 (links), TT-30 (rechts)

Die TT-30 ähnelt äußerlich der FN Browning Modell 1903, die Mechanik stellt eine Weiterentwicklung und Kombination verschiedener Konstruktionselemente des Colt M1911 und der FN High Power dar: Die Schwenklaufmechanik des Riegelwarzenverschlusses mit einem Kettenglied als Verbindung zwischen Lauf und Rahmen stammt vom Colt. Bei der TT-30 entsprach die Verriegelung mit obenliegenden Riegelkämmen noch dem M1911, beim Folgemodell TT-33 wurden die Verriegelungswarzen umlaufend um den gesamten Laufumfang ausgeführt, um einen Bearbeitungsgang zu sparen. Weitere Änderungen betrafen Rahmen und Griffrücke, die nunmehr einteilig ausgeführt wurden.
Die originalen 7,62-mm-Pistolen aus sowjetischer Fertigung hatten keine manuelle Sicherung. Zum Sichern musste der Hahn in „halber“ Stellung gerastet werden, der so den gesamten Mechanismus sperrte. In dieser Stellung kann der Schlitten nicht repetiert und der Hahn nicht abgeschlagen werden. Ebenso ist der Abzug gesperrt und so die Sicherheit „greifbar“. Die Magazine der TT-30 können auch in der TT-33 verwendet werden und haben für den Einsatz bei der Kavallerie am Magazinboden teilweise Fangösen. In Ungarn fertigte FÉG (Fegyver- és Gépgyár - Waffen und Maschinenfabrik) die Pistole im Kaliber 9 × 19 mm als „Tokagypt“ für Ägypten. In Vietnam wurde die TT-33 durch einen Laufwechsel und ein Einlagestück im Magazinschacht ebenfalls auf das 9-mm-Kaliber umgestellt. Alle 9-mm-Tokarews hatten einen separaten Sicherungshebel.
Die TT-33 war bis 1951 Ordonnanzwaffe der Sowjetarmee. Einige blieben bis in die 1970er-Jahre im Einsatz. Die Waffe war in großen Stückzahlen bei verschiedenen Verbündeten der Sowjetunion als Militär- und Polizeipistole eingeführt. Sie wurde in Ungarn, Polen, Jugoslawien, China und Nordkorea in Lizenz gefertigt. China exportierte sie Ende der 1960er-Jahre nach Afrika, unter anderem nach Sambia.

## Bilder

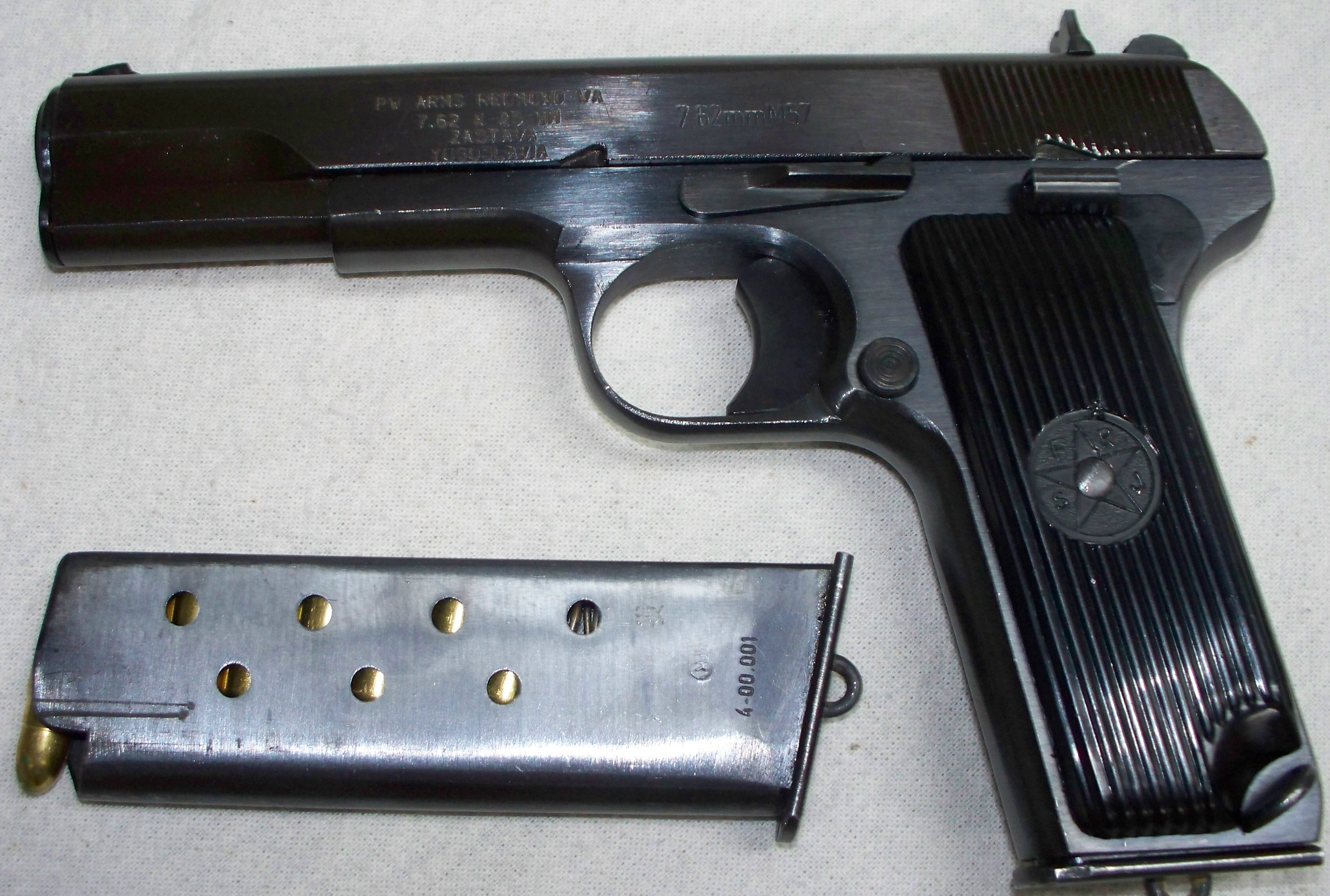
Jugoslawisches Modell 57
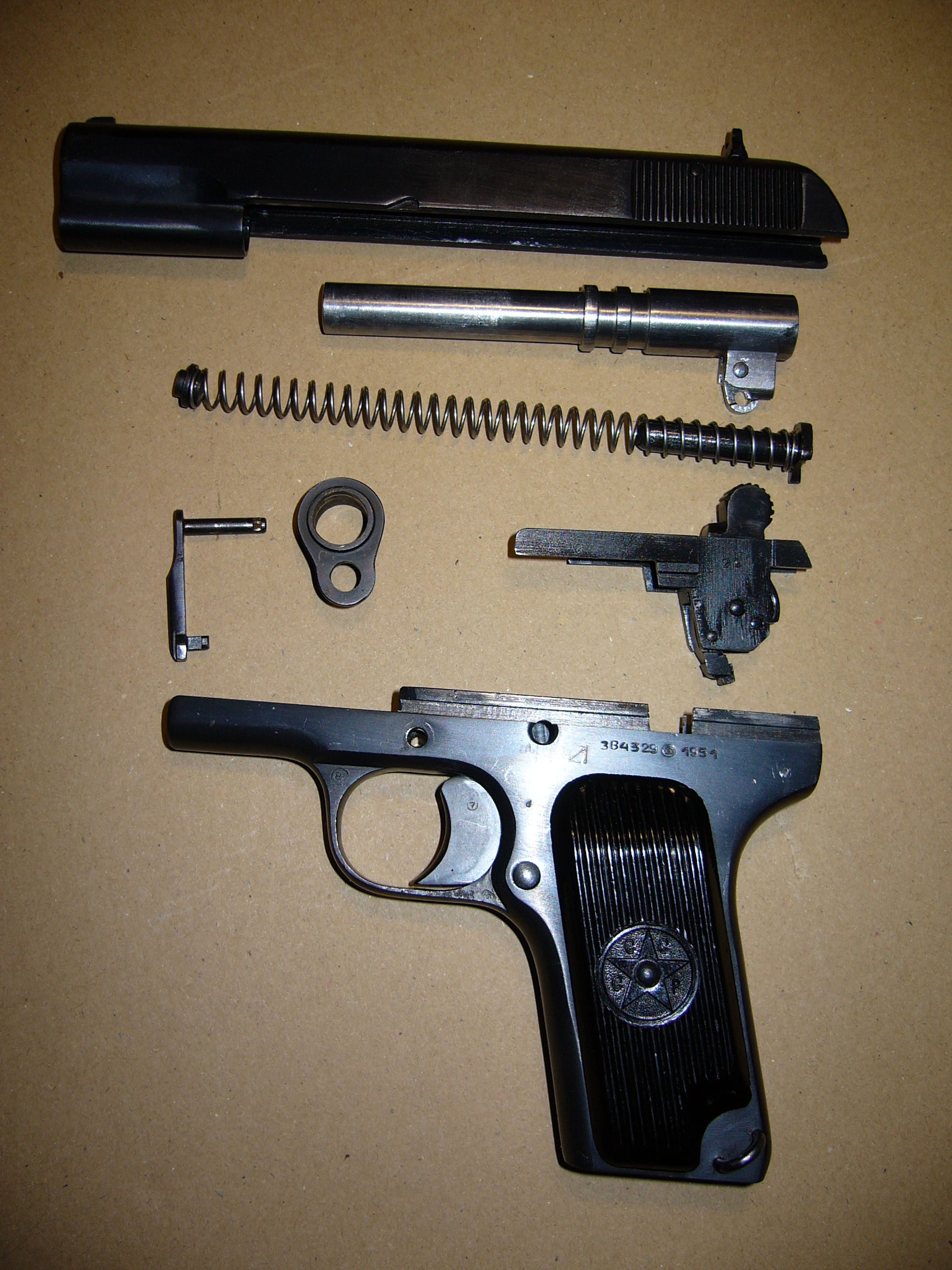
Sowjetisch, zerlegt
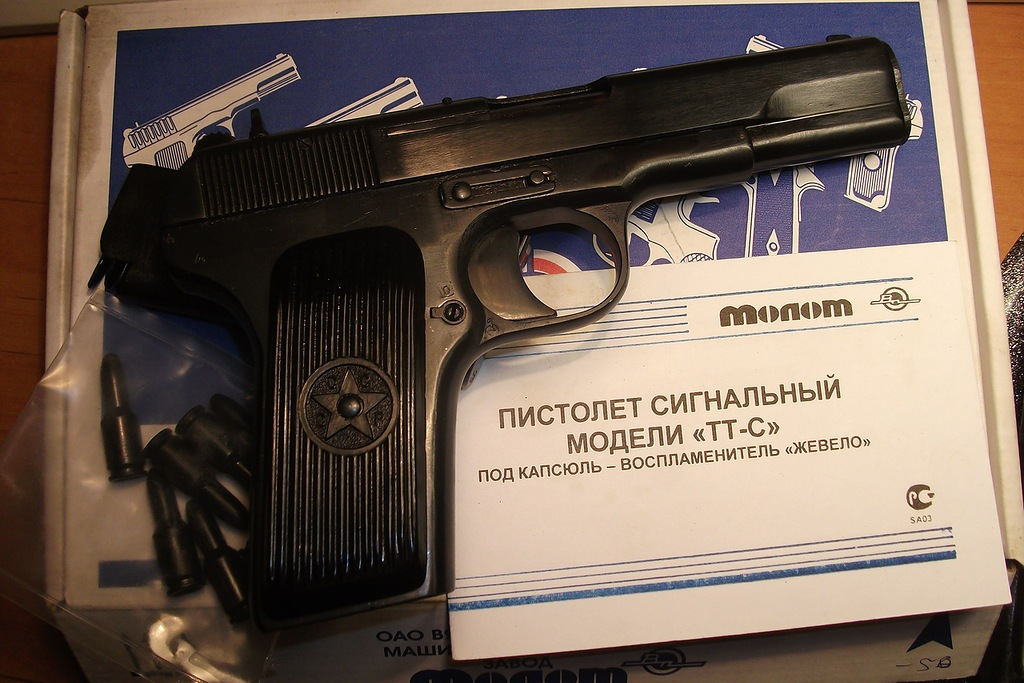
Als Startpistole
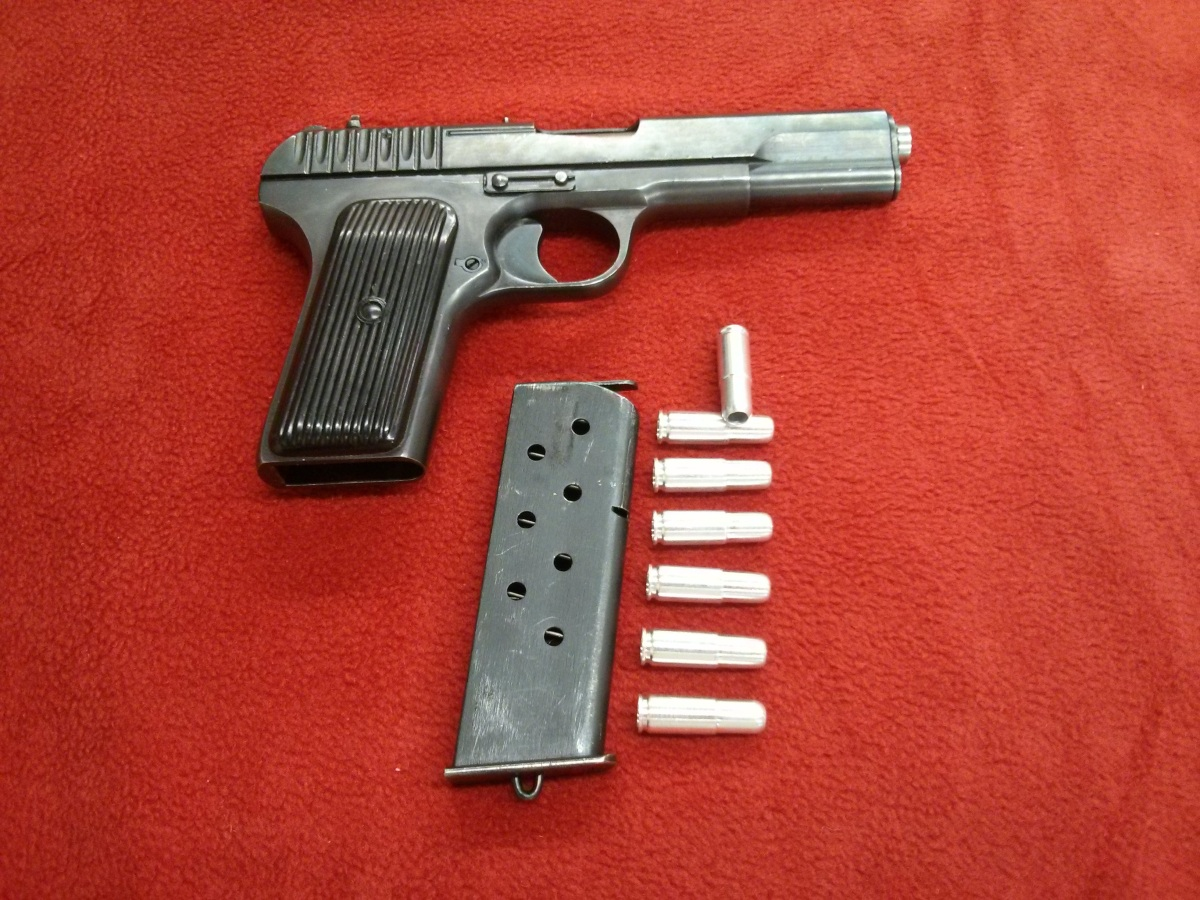
Sportpistole in .22lR
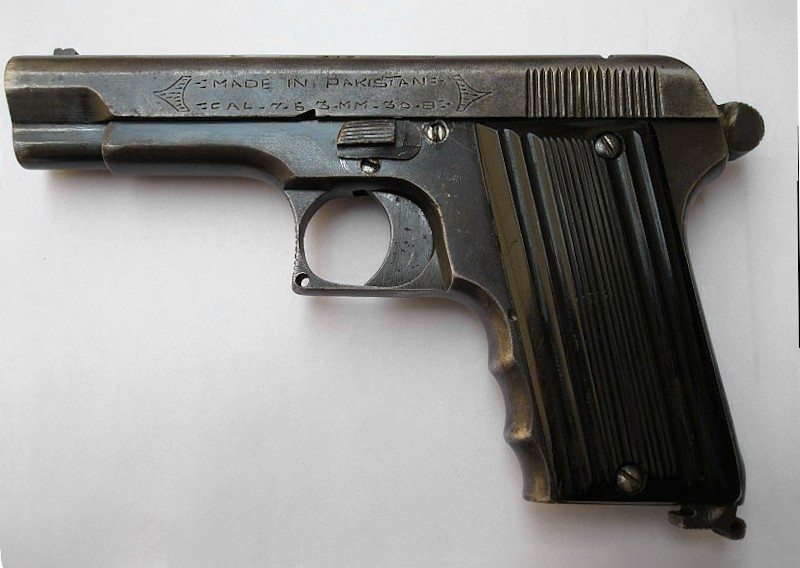
Nachbau aus Pakistan
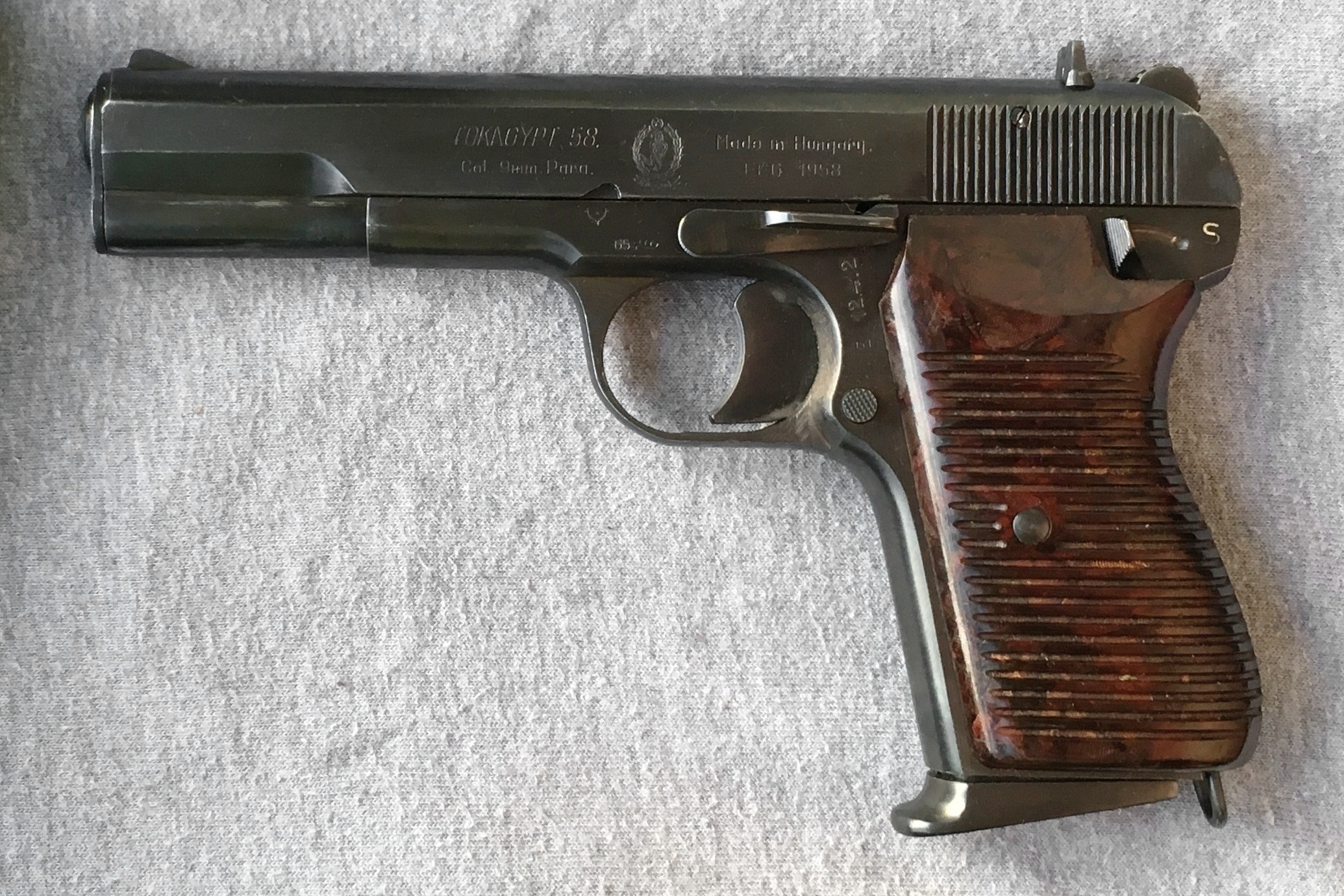
Ungarische 9 mm Tokagypt 58.

## Nachbauten
- Volksrepublik China
  - Modell 51, 7,62 × 25 mm
  - Modell 54, 7,62 × 25 mm
  - Norinco 213: 9 × 19 mm für den Export[6]
- Jugoslawien
  - Zastava Modell 57: 7,62 × 25 mm, längeres Griffstück; 9-Schuss-Magazin
  - Zastava Modell 70(d): 9 × 19 mm, längeres Griffstück; 9-Schuss-Magazin
- Nordkorea Typ 68: 7,62 × 25 mm, kürzer, leichter, andere Griffschalen, feinere Schlittenriffelung (l=182 mm, h=132 mm, Lauflänge=100 mm, Masse mit leerem Magazin: 0,880 kg)
- Polen
  - PW wz.33, 7,62 × 25 mm
  - Tokarew „Sportowy“: Version in .22 lfB
- Ungarn
  - Modell 48: originalgetreuer Nachbau 7,62 × 25 mm[7][8]
  - Tokagypt 58: 9 × 19 mm, anderes Griffstück, Magazin und Sicherung[8]
- Vietnam
  - K54/K54VN: 7,62 × 25 mm, Eigenproduktion des chinesischen Modells 54
  - K14VN: 7,62 × 25 mm, modifizierte Version mit längerem Lauf (127 mm), 13-Schuss-Magazin und breiterem Griffstück[9]